# Paracaryum rugulosum
Paracaryum rugulosum är en strävbladig växtart som först beskrevs av Dc., och fick sitt nu gällande namn av Pierre Edmond Boissier. Paracaryum rugulosum ingår i släktet Paracaryum och familjen strävbladiga växter. Utöver nominatformen finns också underarten P. r. platycalyx.

## Bildgalleri

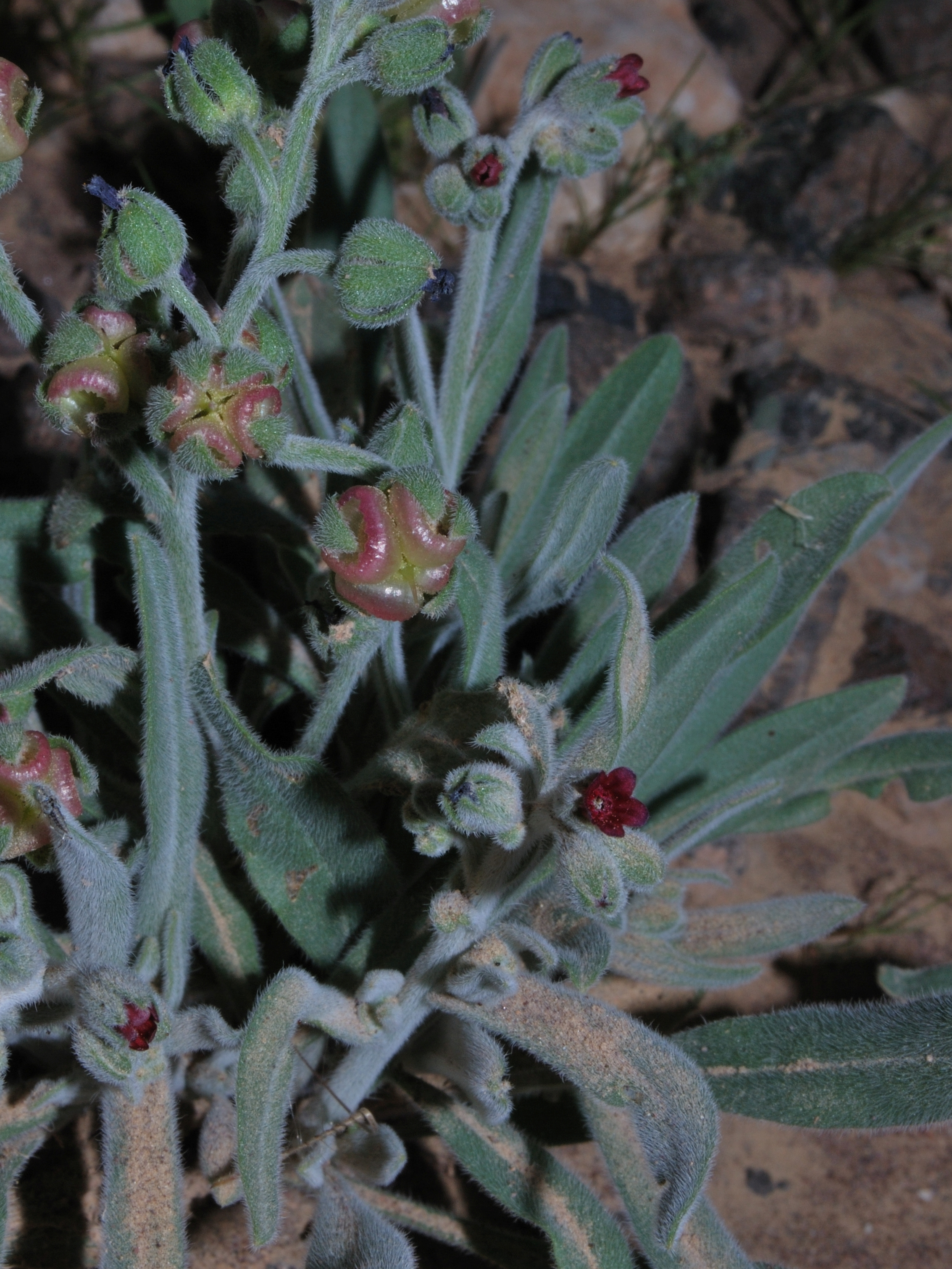
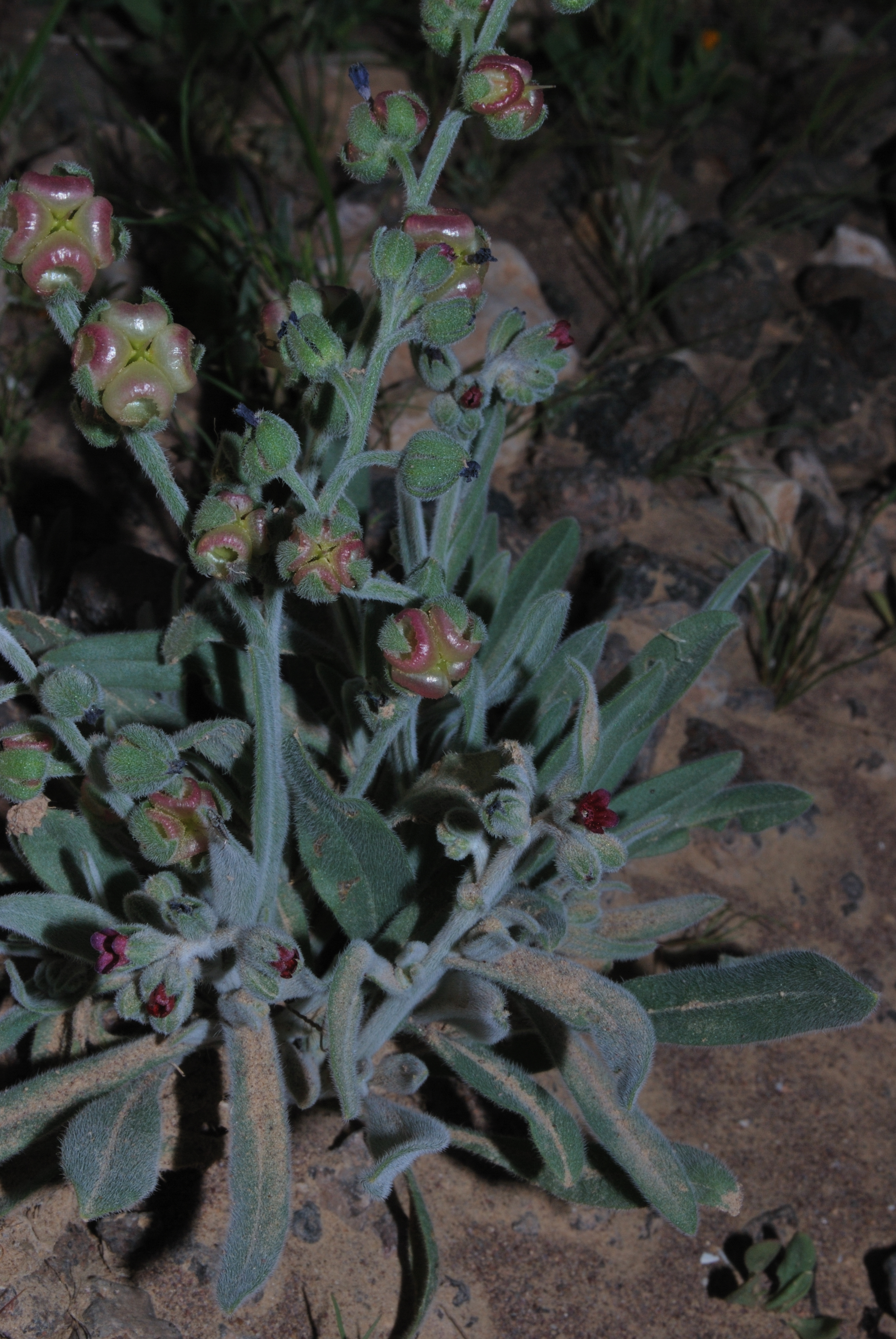